# Territoires du Nord-Ouest (ancienne circonscription fédérale)
Cet article concerne l'ancienne circonscription fédérale canadienne. Pour la circonscription fédérale actuelle, voir Territoires du Nord-Ouest (circonscription fédérale). Pour les autres significations, voir Territoire du Nord-Ouest (homonymie).
Territoires du Nord-Ouest fut une circonscription électorale fédérale des Territoires du Nord-Ouest, représentée de 1962 à 1979.
La circonscription de Territoires du Nord-Ouest a été créée en 1962 d'une partie de Mackenzie-River. Abolie en 1976, elle fut divisée parmi Western Arctic (devenu Territoires du Nord-Ouest en 2014) et Nunatsiaq (devenu Nunavut en 1996).

## Géographie
En 1952, la circonscription de Territoires du Nord-Ouest comprenait:
- L'ensemble du territoire des Territoires du Nord-Ouest

## Député
1. 1962-1963 — Isabel J.Tibbie Hardie, PLC
2. 1963-1965 — Eugène Rhéaume, PC
3. 1965-1972 — Robert Orange, PLC
4. 1972-1979 — Wally Firth, NPD

- NPD = Nouveau Parti démocratique
- PC = Parti progressiste-conservateur
- PLC = Parti libéral du Canada